# Stocznia Gdańska B30
Der Frachtschiffstyp B-30, auch B30 der Danziger Werft Stocznia Gdańska ist der erste in Polen gebaute Nachkriegs-Serienfrachtschiffstyp.

## Geschichte
Die Werft entwickelte den Schiffstyp unter der Leitung des Schiffbauingenieurs Henryk Giełdzik. Die Schiffsserie wurde von 1948 bis 1954 in 29 Einheiten hergestellt. Erstes Schiff der Serie war die nach dem polnischen Werftarbeiter Stanisław Sołdek benannte  Sołdek mit der Baunummer B30/01. Es wurde 1949 an die Stettiner Reederei Polska Żegluga Morska übergeben.

## Technik
Der Schiffsantrieb bestand aus zwei kohlegefeuerten Howden-Johnson-Dampfkesseln und einer bei der ZUT Zgoda in Świętochłowice gebauten Doppelexpansions-Dampfmaschine des Typs Zgoda Lentz ML8A mit einer Leistung von rund 1300 PS. Diese wirkte direkt auf einen Festpropeller.
Die vier Laderäume mit vier Luken des B-30 machten einen zügigen Ladungsumschlag des auf die Kohlen- und Erzfahrt spezialisierten Frachtdampferstyps möglich. Die Stahllukendeckel des Typs sind in Querschiffsrichtung geteilt und werden beim Öffnen mit dem Ladegeschirr geöffnet. Das Ladegeschirr bestand aus acht Leichtgutladebäumen.

## Die Schiffe (Auswahl)
| Bauname                 | Bau- nummer | IMO- Nummer | Kiellegung Stapellauf/ Ablieferung          | Auftraggeber                        | Umbenennungen und Verbleib                                                                        |
| ----------------------- | ----------- | ----------- | ------------------------------------------- | ----------------------------------- | ------------------------------------------------------------------------------------------------- |
| Sołdek                  | B30/1       | 5333373     | 3. April 1948 6. November 1948 Oktober 1949 | Polska Żegluga Morska, Stettin      | seit 1985 Museumsschiff in Danzig                                                                 |
| Jedność Robotnicza      | B30/2       | 5171323     | - Dezember 1949                             | Polska Żegluga Morska, Stettin      | ab 9. Oktober 1978 bei W. H. Arnott Young & Company in Dalmuir verschrottet                       |
| Brygada Makowskiego     | B30/3       | 5054367     | 5. Mai 1948 27. März 1949 April 1950        | Polska Żegluga Morska, Stettin      | ab 22. Januar 1979 bei West of Scotland Shipbreaking Company in Troon verschrottet                |
| 1 Maj                   | B30/4       | 5275454     | - Juni 1950                                 | Polska Żegluga Morska, Stettin      | 1950 Pervomaysk, 1972 in der UdSSR verschrottet                                                   |
| Pstrowski               | B30/5       | 5286312     | - Dezember 1950                             | Polska Żegluga Morska, Stettin      | ab 20. November 1978 bei W. H. Arnott Young & Company in Dalmuir verschrottet                     |
| Zaporozhe               | B30/7       | 5397800     | - April 1951                                | UdSSR                               | vor 1964 zur Sowjetarmee transferiert, 1970 im Register gelöscht                                  |
| Krivoy Rog              | B30/8       | 5196854     | - März 1952                                 | UdSSR                               | 1972 in der UdSSR verschrottet                                                                    |
| Kramatorsk              | B30/9       | 5196385     | - April 1952                                | Azov Shipping Company, Zhdanov      | ab 17. Oktober 1970 bei Brodospas in Split verschrottet                                           |
| Makeevka                | B30/10      | 5217995     | - September 1952                            | Murmansk Shipping Company, Murmansk | 1970 in der UdSSR verschrottet                                                                    |
| Gorlovka                | B30/11      | 5133814     | - Oktober 1952                              | Azov Shipping Company, Zhdanov      | 1983/84 im Register gelöscht                                                                      |
| Znovoshakhtinsk         | B30/12      | 5258626     | - Dezember 1952                             | UdSSR                               | 1970 Inza, zur Sowjetarmee transferiert und im Register gelöscht                                  |
| Solikamsk               | B30/13      | 5333529     | - Dezember 1952                             | Azov Shipping Company, Zhdanov      | 1969 in der UdSSR verschrottet                                                                    |
| Zlatoust                | B30/15      | 5399030     | - März 1953                                 | Azov Shipping Company, Zhdanov      | 1970 im Register gelöscht                                                                         |
| Kurgan                  | B30/14      | 5197937     | - April 1953                                | Azov Shipping Company, Zhdanov      | 1970 in der UdSSR verschrottet                                                                    |
| Pavlodar                | B30/17      | 5272282     | - Juni 1953                                 | Azov Shipping Company, Zhdanov      | 1972 in der UdSSR verschrottet                                                                    |
| Minusinsk               | B30/16      | 5236434     | - Juli 1953                                 | Azov Shipping Company, Zhdanov      | 1970 im Register gelöscht                                                                         |
| Enakievo                | B30/18      | 5104069     | - September 1953                            | Azov Shipping Company, Zhdanov      | im Frühjahr 1971 in der UdSSR verschrottet                                                        |
| Nikitovka               | B30/19      | 5251941     | - September 1953                            | Azov Shipping Company, Zhdanov      | ab 6. Juni 1969 bei Brodospas in Split verschrottet                                               |
| Wieczorek               | B30/6       | 5389190     | - Dezember 1953                             | Polska Żegluga Morska, Stettin      | ab 11. September 1978 bei W. H. Arnott Young & Company in Dalmuir verschrottet                    |
| Novocherkassk           | B30/20      | 5258573     | - Dezember 1953                             | Azov Shipping Company, Zhdanov      | ab 8. Mai 1970 bei Cantieri Navali del Golfo in La Spezia verschrottet                            |
| Volnovakha              | B30/21      | 5383354     | - Dezember 1953                             | Azov Shipping Company, Zhdanov      | 1983 im Register gelöscht                                                                         |
| Vytegra                 | B30/22      | 5382570     | - März 1954                                 | UdSSR                               | 1964 zum Marinedepotschiff (Projekt V-30/1) umgebaut, 1966 PKZ-111                                |
| Tovda                   | B30/23      | 5366277     | - März 1954                                 | UdSSR                               | 1964 zum Marinedepotschiff (Projekt V-30/1) umgebaut, zwischen 1970 und 1976 im Register gelöscht |
| Kalar                   | B30/24      | 5180049     | - Mai 1954                                  | UdSSR                               | 1964 zum Marinedepotschiff (Projekt V-30/1) umgebaut, 1970 im Register gelöscht                   |
| Azovstal                | B30/25      | 5032280     | - Juni 1954                                 | Azov Shipping Company, Zhdanov      | im Frühjahr 1971 in der UdSSR verschrottet                                                        |
| Tkvarcheli              | B30/26      | 5536261     | - Juli 1954                                 | UdSSR                               | 1969 im Register gelöscht                                                                         |
| Zangezur                | B30/27      | 5397707     | - August 1954                               | Latvian Shipping Company, Riga      | 1964 zum Marinedepotschiff (Projekt V-30/1) umgebaut, 1971 im Register gelöscht                   |
| Malaya Zemlya           | B30/28      | 5218250     | - Oktober 1954                              | Azov Shipping Company, Zhdanov      | 1971 in der UdSSR verschrottet                                                                    |
| Pereyaslav-Khmelnytskyi | B30/29      | 5274670     | - Dezember 1954                             | UdSSR                               | 1970 im Register gelöscht                                                                         |